# Janowo (rejon krasninski)
Janowo (ros. Яново) – wieś (ros. деревня, trb. dieriewnia) w zachodniej Rosji, w osiedlu wiejskim Mierlinskoje rejonu krasninskiego w obwodzie smoleńskim.

## Geografia
Miejscowość położona jest 4 km od drogi federalnej R135 (Smoleńsk – Krasnyj – Gusino), 6 km od centrum administracyjnego osiedla wiejskiego (Mierlino), 9,5 km od centrum administracyjnego rejonu (Krasnyj), 38 km od Smoleńska, 12,5 km od najbliższego przystanku kolejowego (Wielino).
W granicach miejscowości znajduje się ulica Zielonaja.

## Demografia
W 2010 r. miejscowość nie posiadała mieszkańców.